# Il tenente dinamite
Il tenente dinamite (Column South) è un film del 1953 diretto da Frederick de Cordova.
È un film western statunitense con Audie Murphy, Joan Evans e Robert Sterling.

## Trama
1861, Nuovo Messico. Un ufficiale dell'Unione, il tenente Jed Sayre, cerca di provare che alcuni locali indiani Navajo non sono colpevoli dell'omicidio di un cercatore bianco. Egli deve combattere l'atteggiamento anti-indiano del suo ufficiale superiore, il capitano Lee Whitlock, e le tensioni tra i soldati delle fazioni opposte Nord-Sud. Scopre che alcuni simpatizzanti confederati hanno intenzione di provocare gli indiani e di scatenare una guerra per trarne beneficio.

## Produzione
Il film, diretto da Frederick De Cordova su una sceneggiatura e un soggetto di William Sackheim, fu prodotto da Ted Richmond per la Universal International Pictures e girato a Victorville e ad Apple Valley in California.

## Distribuzione
Il film fu distribuito con il titolo Column South negli Stati Uniti dal 20 maggio 1953 al cinema dalla Universal Pictures.
Alcune delle uscite internazionali sono state:
- in Svezia il 30 novembre 1953 (Rykande pistoler)
- in Francia il 13 dicembre 1953 (L'héroïque lieutenant)
- in Germania Ovest il 29 gennaio 1954
- in Austria nel marzo del 1954 (Colonne Süd)
- in Turchia nell'aprile del 1956 (Vazife aski)
- in Portogallo il 18 novembre 1957 (Onde Impera a Traição)
- in Danimarca il 13 giugno 1960
- in Belgio (Colonne sud)
- in Danimarca (De røde djævle)
- in Grecia (I falanx tou Notou)
- in Brasile (Jornada Sangrenta)
- in Germania Ovest (Kolonne Süd)
- in Cile (Todos eran valientes)
- in Italia (Il tenente dinamite)